# Distretto di Eyüpsultan
Eyüpsultan o Eyüp è un distretto turco e un comune soggetto al comune metropolitano di Istanbul. È situato nella parte europea della città.
Il distretto di Eyüp si estende dal Corno d'Oro alle sponde del Mar Nero.
Il distretto prende il suo nome da Eyüpsultan (in precedenza Eyüp), un quartiere immediatamente a nord della penisola storica di Istanbul, situato tra il distretto di Kağıthane e l'estuario del fiume Alibey, in coincidenza con il Corno d'Oro. Il quartiere di Eyüp è un'importante area storica, in particolar modo per la comunità mussulmana turca.

## Storia

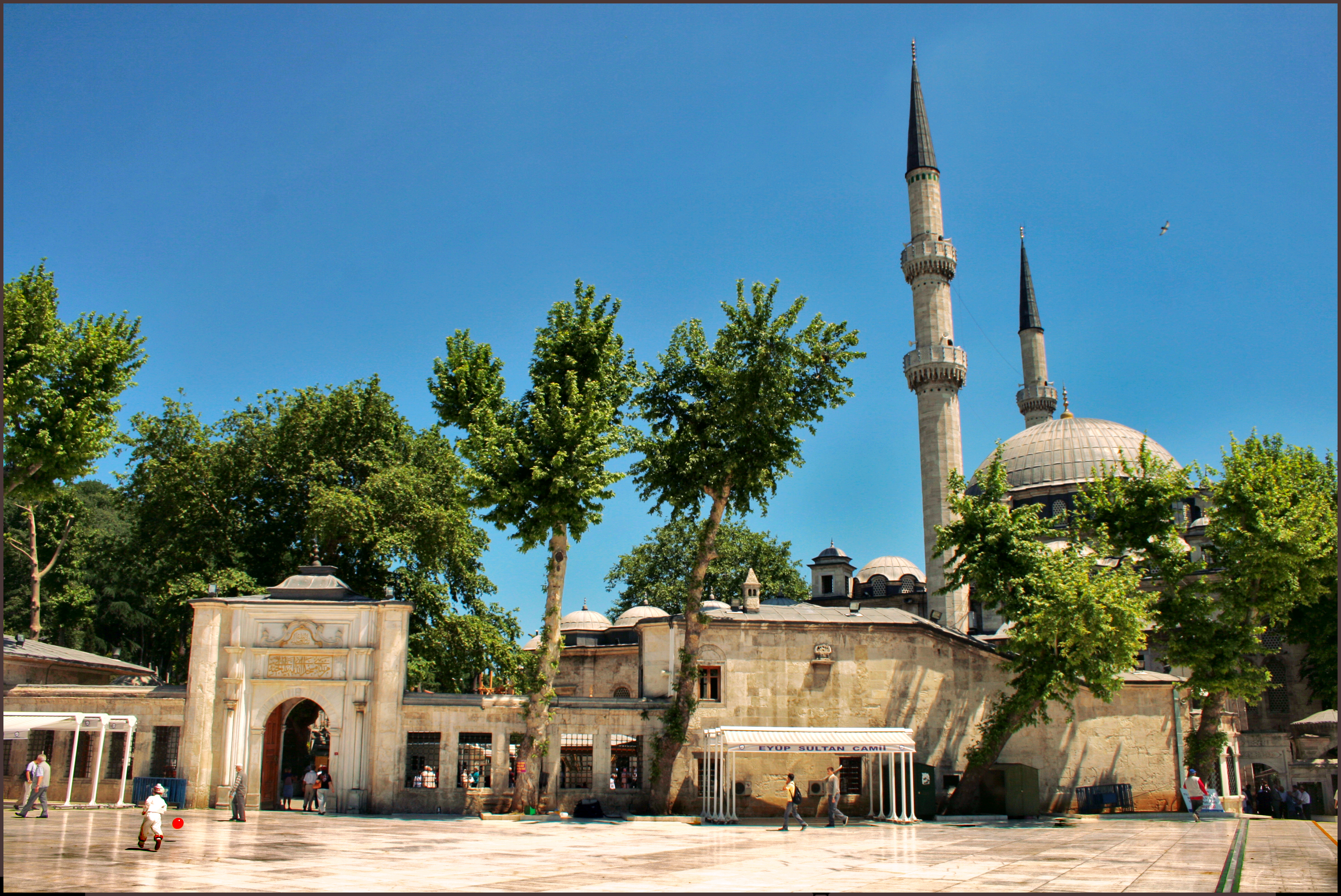
Moschea del Sultano Eyüp nel distretto di Eyüpsultan

Nell'area dell'attuale distretto di Eyüp si stabilirono i primi insediamenti già in epoca bizantina. La fortuna del distretto è legata, almeno originariamente, al monastero di Anargyroi, costruito nel V secolo e dedicato ai Santi Cosma e Damiano. Secondo una prima leggenda, il monastero sarebbe stato costruito dal magister Paulinus che venne condannato a morte da Teodosio II con l'accusa di avere una relazione adulterina con l'imperatrice Aelia Eudocia.
In realtà, probabilmente, il monastero fu fondato attorno al 480 da Paulina, la madre di Leonzio l'Usurpatore. Da lei deriverebbe il primo appellativo dato al quartiere: ta Paolines ossia "il quartiere di Paolina". Il monastero rivestì un ruolo di una certa importanza nel corso del VI secolo testimoniato dalla partecipazione dell'abate del monastero al sinodo del 518 e del 536. Inoltre, si diffusero sempre più notizie circa i miracoli dei santi ai quali il monastero era dedicato, elemento che contribuì, favorevolmente, ad accrescerne il prestigio.
Nel 623 e nel 626 il sito fu assediato dagli Avari.
All'inizio del X secolo, l'area che crebbe attorno al monastero fu conosciuta come Kosmidion. Nel 924, l'Imperatore Romano I Lecapeno (r. 920 - 944) incontrò, al molo di Kosmidion, lo zar di Bulgaria Simeone I il Grande durante la Guerra bulgaro-bizantina del 913-927.
L'imperatore Michele IV il Paflagone rinnovò la struttura del monastero nel quale, in tarda età, decise di ritirarsi. Poco tempo dopo morì come monaco. Data la vicinanza del distretto di Eyüp a Costantinopoli, l'area giocò un ruolo rilevante durante la guerra civile. Fu il centro operativo del ribelle Leone Tornicio durante il suo fallito tentativo di conquistare Costantinopoli nel 1047. Inoltre, fu la base di John Bryennios, fratello del generale ribelle Nikephoros Bryennios, nel 1077, e, quattro anni dopo, fu la prima località ad essere presa dalla famiglia dei Comneni durante il colpo di stato contro Niceforo III Botaniate (r. 1078 - 1081).
Durante la quarta crociata, Kosmidion fu oggetto della prima schermaglia tra bizantini e crociati nel luglio del 1203 dalla quale i crociati ne uscirono vittoriosi. Nell'aprile del 1204, poco prima della caduta della città, l'ambasciatore veneziano Enrico Dandolo incontrò a Kosmidion l'appena incoronato imperatore Alessio V Ducas per discutere i negoziati di pace.
Sotto il dominio romano, il monastero sembrò non subire gravi danni. Sicuramente, ospitò l'imperatore Michele IV il Paflagone nella notte del 14 agosto 1261, prima del suo ingresso trionfale nella città appena riconquistata.
Nei decenni successivi, il monastero fu usato come meta d'esilio per due patriarchi in attesa della decisione del sinodo, Giuseppe I nel 1280 - 1282 e Giovanni XI nel 1285, e per Atanasio I per il periodo antecedente la sua abdicazione nel 1293.
Una lista di miracoli attribuiti ai patroni del monastero fu compilata attorno al 1300 da un certo diacono Maximos.
Nel 1303 mercenari catalani al servizio dell'Impero presero il controllo del distretto e fortificarono il monastero in quanto base per le operazioni contro la colonia genovese di Galata.